# Аргуново (Воскресенский район)
Аргуно́во — деревня в Воскресенском муниципальном районе Московской области. Входит в состав сельского поселения Фединское. Население — 45 чел. (2010).

## География
Деревня Аргуново расположена в юго-западной части Воскресенского района, примерно в 10 км к западу от города Воскресенска. Высота над уровнем моря 120 м. Рядом с деревней протекает река Отра. Ближайший населённый пункт — деревня Косяково (Московская область).

## Название
Название связано с некалендарным личным именем Аргун.

## История
В 1926 году деревня являлась центром Аргуновского сельсовета Спасской волости Бронницкого уезда Московской губернии.
С 1929 года — населённый пункт в составе Ашитковского района Коломенского округа Московской области. 20 мая 1930 года деревня была передана в Воскресенский район.
Во время коллективизации в деревне Аргуново создан колхоз, который назывался "Свой труд". Председатель правления этого колхоза Галактионов Василий Васильевич, 1889 года рождения, был репрессирован в 1933 г. В начале 1950 г. во время первого укрупнения аргуновский колхоз присоединен к укрупненному косяковскому колхозу, который получил имя Н. С. Хрущева. Позднее хозяйство переименовано в "Родину". 
До муниципальной реформы 2006 года Аргуново входило в состав Марчуговского сельского округа Воскресенского района.

## Население
В 1926 году в деревне проживало 276 человек (124 мужчины, 152 женщины), насчитывалось 53 крестьянских хозяйства. По переписи 2002 года — 45 человек (20 мужчин, 25 женщин).
| 1926 | 2002 | 2010 |
| ---- | ---- | ---- |
| 276  | ↘45  | →45  |